# Бряг Леополд и Астрид
Бряг Леополд и Астрид (на норвежки: Leopold og Astrid Kyst; на английски: Leopold and Astrid Coast) е част от крайбрежието на Източна Антарктида, в източната част на Земя принцеса Елизабет, простиращ се между 66°50 и 68° ю.ш. и 80° и 87°45’ и.д. Брегът е разположен в източната част на Земя принцеса Елизабет, покрай бреговете на море Съдружество и море Дейвис, част от Индоокеанския сектор на Южния океан. На запад граничи с Брега Ингрид Кристенсен на Земя принцеса Елизабет, а на изток – със Земя Вилхелм ІІ. Крайбрежието му е слабо разчленено, почти цялостно (с изключение на западната му част) заето от големия Западен шелфов ледник. По големите заливи са Бугевик, Бариеревик, Николаев, Карелин и др., а в шелфовия ледник са „циментирани“ островите Лесков, Михайлов, Завадовски. С малки изключения крайбрежието е покрито с дебела ледена броня над която стърчат оголени скали и нунатаки, части от ниски възвишения и хълмове. От тях към Западния шелфов ледник се спуска голям участък с натрошен лед – Таймирския ледолом.
Брега Леополд и Астрид е открит на 17 януари 1934 г. и частично изследван и картиран от норвежкия китобоен магнат и полярен изследовател Ларс Кристенсен, който го наименува в чест на Леополд III и Астрид Шведска, крал (1934 – 1951) и кралица на Белгия. По-късно той е дооткрит, изследван и подробно картиран от 1-вата Съветска антарктическа експедиция 1956 – 1958 г.